# 張鳴駿
張鳴駿，號赓阳，福建龍溪縣人，明末清初政治人物。崇禎庚辰進士。

## 生平
明崇禎十二年（1639年）舉己卯科福建鄉試，崇禎十三年（1640年）聯捷庚辰科進士。明亡仕清，起為江西道監察御史，督學順天。